# Palatul Grimani di San Luca

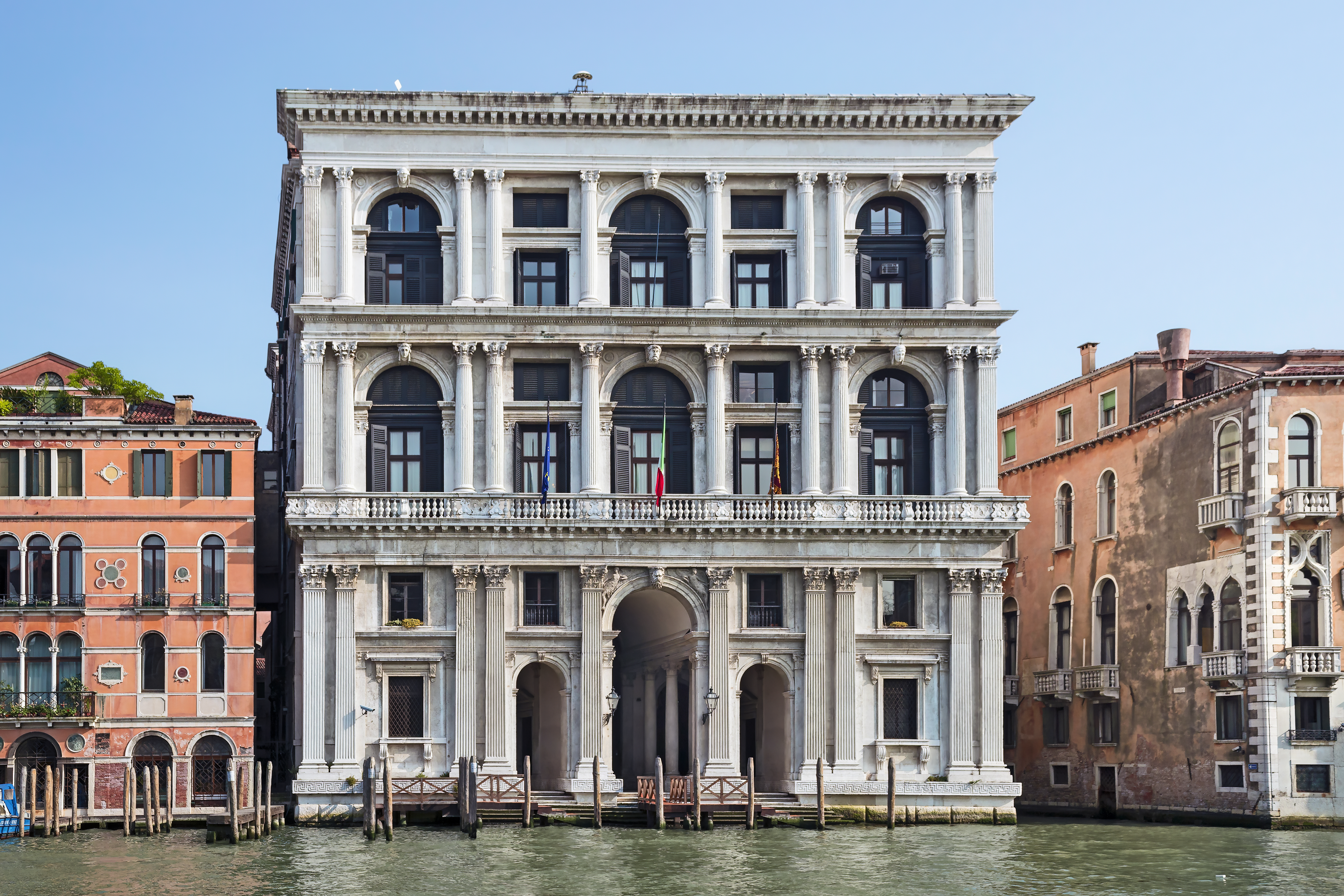
Faţada Palatului Grimani.

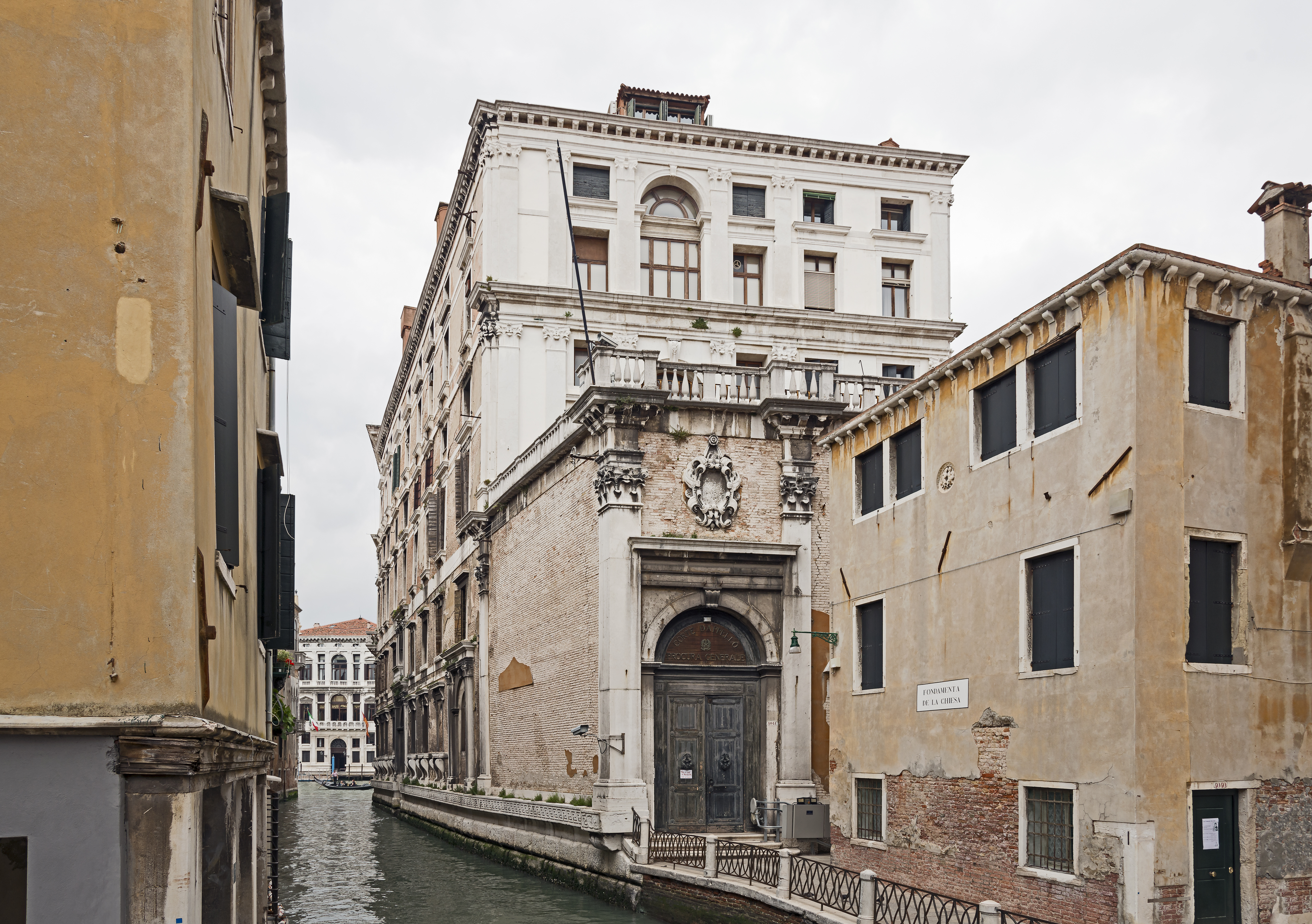
Faţada pe rio de san Luca

Palatul Grimani di San Luca este un impunător palat renascentist din Veneția (Italia), situat în sestiere San Marco, nu departe de Podul Rialto. El se află la vărsarea canalului rio di San Luca în Canal Grande. A fost reședința familiei nobiliare Grimani până în 1806. Astăzi este sediul Curții de Apel din Veneția.

## Istoric
Doamna Grimani, într-un interviu acordat programului francez "Enquête exclusive", a afirmat că palatul datează din secolul al XIV-lea. Palatul a fost construit începând din 1556 de arhitectul Michele Sanmicheli (1484-1559), la comanda procuratorului Gerolamo Grimani, și finalizat în 1561, după moartea arhitectului, de Gian Giacomo de' Grigi, cunoscut ca "il Bergamasco". Ultimele lucrări au fost coordonate de către Giovanni Antonio Rusconi, care a lucrat aici între anii 1572-1576; în 1576 a avut loc inaugurarea palatului, fiind organizată cu această ocazie o recepție fastuoasă. Clădirea a devenit cunoscută în întreaga Europă pentru că a găzduit în 1597 festivitățile de încoronare ale dogaresei Morosina Morosini, soția lui Marino Grimani. Locuință a familiei fondatoare până în 1806, palatul a devenit apoi sediul Direcției de Poștă și în 1881 a fost destinat să fie sediul Curții de Apel.

## Arhitectură
Fațada albă, inspirată de arhitectura romană, este împărțită de cornișe marcapiano robuste în trei sectoare: se presupune că alegerea stilului i-ar fi putut fi sugerată proiectantului de familia Grimani, cunoscută ca patroană a artelor. Parterul și mezaninul sunt marcate de prezența portalului către apă asemănător cu un arc de triumf și a unor coloane canelate masive care susțin un balcon monumental. Excepțional de valoroase sunt cele două victorii care decorează partea de sus a portalului, opere ale lui Alessandro Vittoria. Tematica arcului de triumf este realizată bine la etajele superioare, care conțin câte un arc suplimentar. Toate deschiderile de la etajele principale sunt decorate cu coloane gemene necanelate în stil corintic.
Clădirea are o formă piramidală anormală, având în centru un atrium cu trei arcade în stil clasic foarte admirate de Andrea Palladio, care corespunde celor două saloane de la etajele superioare.

## Aspecte legendare
O legendă leagă marile deschideri arcuite ale clădirii de un incident în care a fost implicat un tânăr Grimani, pe care cineva l-a identificat cu același Gerolamo: vrând să se căsătorească cu o tânără din familia Tiepolo, a cerut mâna sa de la tatăl ei care i-a răspuns umătoarele: «Non sarà mai dito vero che mi daga la man de mia fia a un desparà che no ga gnanga palazzo in Canal» (Nu voi da mâna fiicei mele unui disperat care nu are palat pe Canal). Tânărul Grimani a promis că va construi o casă cu ferestre mai mari decât portalul de la Ca' Tiepolo și așa a fost.